# Pittsburgh Steelers 2023
La stagione 2023 dei Pittsburgh Steelers è stata la 91ª della franchigia nella National Football League (NFL) e la 17ª con Mike Tomlin come capo-allenatore.
Con la loro terza vittoria della stagione nella settimana 5 contro i Ravens, gli Steelers raggiunsero le 700 vittorie nella loro storia, unendosi a Green Bay Packers, Chicago Bears e New York Giants quali uniche squadre a tagliare quel traguardo. Con una vittoria nel penultimo turno sui Seattle Seahawks, Pittsburgh divenne la prima squadra della storia della AFC a fare registrare 20 stagioni consecutive con un record non negativo. Nell'ultimo turno la squadra batté nuovamente i Ravens, centrando la qualificazione ai playoff il giorno successivo grazie alla sconfitta dei Jacksonville Jaguars contro i Tennessee Titans. Nel turno delle wild card, gli Steelers furono eliminati dai Buffalo Bills.

## Scelte nel Draft 2023
| Scelte degli Steelers nel Draft 2023 |        |                    |       |            |                          |
| Giro                                 | Scelta | Giocatore          | Ruolo | College    | Note                     |
| 1                                    | 14     | Broderick Jones    | OT    | Georgia    | dai New England Patriots |
| 2                                    | 32     | Joey Porter Jr.    | CB    | Penn State | dai Chicago Bears        |
| 2                                    | 49     | Keeanu Benton      | NT    | Wisconsin  |                          |
| 3                                    | 93     | Darnell Washington | TE    | Georgia    | dai Carolina Panthers    |
| 4                                    | 132    | Nick Herbig        | LB    | Wisconsin  | dai Carolina Panthers    |
| 7                                    | 241    | Cory Trice         | CB    | Purdue     | dai Denver Broncos       |
| 7                                    | 251    | Spencer Anderson   | OL    | Maryland   | dai Los Angeles Rams     |

## Staff
| Staff dei Pittsburgh Steelers |
| --- |
| Organi dirigenziali - Presidente – Art Rooney II - Vice presidente – Art Rooney Jr. - Vice presidente & general manager – Omar Khan - Vice presidente del football e amministrazione – Omar Khan - Coordinatore personale dei giocatori – Dan Rooney Jr. - Coordinatore degli osservatori del college – Phil Kreidler - Coordinatore degli osservatori dei professionisti – Brandon Hunt - Coordinatore dell'amministrazione del football – Cole Marcoux - Coordinatore delle operazioni della squadra – Aidan Hennessey-Niland - Assistente senior/osservatore del college – Rick Reiprish Capo allenatore - Mike Tomlin - Assistente capo-allenatore – John Mitchell Altri allenatori - Preparatore atletico – Garrett Giemont - Assistente p.a. – Marcel Pastoor - Assistente p.a. – Rodain Delus - Direttore dello sviluppo dei giocatori – Darrel Young Allenatori dell'attacco - Coordinatore offensivo – Matt Canada - Quarterback – Mike Sullivan - Running back – Eddie Faulkner - Wide receiver – Frisman Jackson - Assistente wide receiver – Blaine Stewart - Tight end – Alfredo Roberts - Offensive line – Pat Meyer - Controllo qualità attacco – Matt Tomsho Allenatori della difesa - Coordinatore difensivo – Teryl Austin - Defensive line – Karl Dunbar - Assistente senior/linebacker – Brian Flores - Inside linebacker – Jerry Olsavsky - Assistente outside linebacker – Denzel Martin - Defensive back– Grady Brown Allenatori dello special team - Coordinatore dello Special Team: Danny Smith - Assistente – Matt Symmes |

## Roster
| Roster dei Pittsburgh Steelers |
| --- |
| Quarterback - 8 Kenny Pickett - 2 Mason Rudolph - 10 Mitchell Trubisky Running Back - 22 Najee Harris - 26 Anthony McFarland Jr. KR - 30 Jaylen Warren Wide Receiver - 19 Calvin Austin PR - 13 Miles Boykin - 18 Diontae Johnson - 89 Gunner Olszewski - 14 George Pickens - 11 Allen Robinson Tight End - 88 Pat Freiermuth - 83 Connor Heyward - 80 Darnell Washington Offensive Linemen - 74 Spencer Anderson C - 61 Mason Cole C - 60 Dylan Cook T - 78 James Daniels G - 71 Nate Herbig G - 77 Broderick Jones T - 65 Dan Moore T - 76 Chukwuma Okorafor T - 73 Isaac Seumalo G Defensive Linemen - 57 Montravius Adams NT - 95 Keeanu Benton NT - 97 Cameron Heyward DT - 98 DeMarvin Leal DE - 92 Isaiahh Loudermilk DT - 99 Larry Ogunjobi DE - 94 Armon Watts DT Linebacker - 53 Kwon Alexander ILB - 54 Markus Golden OLB - 51 Nick Herbig OLB - 56 Alex Highsmith OLB - 55 Cole Holcomb ILB - 50 Elandon Roberts ILB - 93 Mark Robinson ILB - 90 T.J. Watt OLB Defensive Back - 39 Minkah Fitzpatrick FS - 23 Damontae Kazee SS - 28 Miles Killebrew SS - 25 Desmond King CB - 31 Keanu Neal SS - 20 Patrick Peterson CB - 42 James Pierre CB - 24 Joey Porter Jr. CB - 37 Elijah Riley CB - 34 Chandon Sullivan CB - 29 Levi Wallace CB Special Team - 9 Chris Boswell K - 6 Pressley Harvin III P - 46 Christian Kuntz LS Lista delle riserve - 29 Alfonzo Graham RB (IR) - 49 Chapelle Russell OLB (IR) - 27 Cory Trice CB (IR) - 79 Renell Wren DT (IR) Squadra di allenamento - 35 Luq Barcoo CB - 38 Greg Bell RB - -- Anthony Brown CB - -- Kellen Diesch OT - 96 Breiden Fehoko NT - -- Simi Fehoko WR - -- Joey Fisher G - 82 Dez Fitzpatrick WR - 91 Jonathan Marshall DT - 40 David Perales OLB - -- Josiah Scott CB - 17 Trenton Thompson FS - 87 Rodney Williams TE Roster aggiornato al 2 settembre 2023 53 attivi, 4 inattivi, 13 nella squadra di allenamento |
| Legenda - I rookie sono in corsivo. - Il primo ruolo è il principale mentre gli eventuali successivi indicano i ruoli secondari. - (IR) sta per Injured Reserve ed indica la lista ristretta per un solo giocatore infortunato che può tornare ad allenarsi dopo la settimana 6 e a rientrare in prima squadra dopo che questa ha giocato 8 partite. - (NF-Inj.) / (NF-Ill.) stanno rispettivamente per Non-Football Injured e Non-Football Illness ed indicano le liste dove viene inserito un giocatore che ha un infortunio o una malattia non dipendente dal football americano. - (PUP) sta per Physically Unable to Perform ed indica la lista dove viene inserito un giocatore mentre è in attesa di recuperare la condizione fisica. Nella stagione regolare dopo la sesta partita giocata dalla propria squadra, il giocatore ha tempo tre settimane per riprendere ad allenarsi, più tre settimane aggiuntive dal suo rientro agli allenamenti per rientrare in prima squadra. |

## Precampionato
Le gare del precampionato furono annunciate l'11 maggio 2023.
| Precampionato |           |           |                        |           |        |                       |            |         |
| Settimana     | Data      | Ora (ET)  | Avversario             | Risultato | Record | Stadio                | TV         | Sintesi |
| 1             | 11 agosto | 7:00 p.m. | @ Tampa Bay Buccaneers | V 27-17   | 1-0    | Raymond James Stadium | KDKA (CBS) | Sintesi |
| 2             | 19 agosto | 6:30 p.m. | Buffalo Bills          | V 27-15   | 2-0    | Acrisure Stadium      | KDKA (CBS) | Sintesi |
| 3             | 24 agosto | 7:30 p.m. | @ Atlanta Falcons      | V 24-0    | 3-0    | Mercedes-Benz Stadium | KDKA (CBS) | Sintesi |

## Stagione regolare

### Calendario
Il calendario della stagione regolare 2023 fu reso noto l'11 maggio 2023. Il 30 novembre 2023 fu annunciato che la gara del quindicesimo turno si sarebbe giocata sabato 16 dicembre. Data e orario della gara di settimana 18 furono stabilite il 31 dicembre 2023, dopo lo svolgimento del diciassettesimo turno.
| Stagione regolare |                     |                     |                          |                     |                     |                          |                     |                     |
| Settimana         | Data                | Ora (ET)            | Avversario               | Risultato           | Record              | Stadio                   | TV                  | Sintesi             |
| 1                 | 10 settembre        | 1:00 p.m.           | San Francisco 49ers      | S 7-30              | 0-1                 | Acrisure Stadium         | Fox                 | Sintesi             |
| 2                 | 18 settembre        | 8:15 p.m.           | Cleveland Browns (M)     | V 26-22             | 1-1                 | Acrisure Stadium         | ABC                 | Sintesi             |
| 3                 | 24 settembre        | 8:20 p.m.           | @ Las Vegas Raiders      | V 23-18             | 2-1                 | Allegiant Stadium        | NBC                 | Sintesi             |
| 4                 | 1º ottobre          | 1:00 p.m.           | @ Houston Texans         | S 6-30              | 2-2                 | NRG Stadium              | CBS                 | Sintesi             |
| 5                 | 8 ottobre           | 1:00 p.m.           | Baltimore Ravens         | V 17-10             | 3-2                 | Acrisure Stadium         | CBS                 | Sintesi             |
| 6                 | Settimana di riposo | Settimana di riposo | Settimana di riposo      | Settimana di riposo | Settimana di riposo | Settimana di riposo      | Settimana di riposo | Settimana di riposo |
| 7                 | 22 ottobre          | 4:05 p.m.           | @ Los Angeles Rams       | V 24-17             | 4-2                 | SoFi Stadium             | Fox                 | Sintesi             |
| 8                 | 29 ottobre          | 1:00 p.m.           | Jacksonville Jaguars     | S 10-20             | 4-3                 | Acrisure Stadium         | CBS                 | Sintesi             |
| 9                 | 2 novembre          | 8:15 p.m.           | Tennessee Titans (T)     | V 20-16             | 5-3                 | Acrisure Stadium         | Prime Video         | Sintesi             |
| 10                | 12 novembre         | 1:00 p.m.           | Green Bay Packers        | V 23-19             | 6-3                 | Acrisure Stadium         | CBS                 | Sintesi             |
| 11                | 19 novembre         | 1:00 p.m.           | @ Cleveland Browns       | S 10-13             | 6-4                 | Cleveland Browns Stadium | CBS                 | Sintesi             |
| 12                | 26 novembre         | 1:00 p.m.           | @ Cincinnati Bengals     | V 16-10             | 7-4                 | Paycor Stadium           | CBS                 | Sintesi             |
| 13                | 3 dicembre          | 1:00 p.m.           | Arizona Cardinals        | S 10-24             | 7-5                 | Acrisure Stadium         | CBS                 | Sintesi             |
| 14                | 7 dicembre          | 8:15 p.m.           | New England Patriots (T) | S 18-21             | 7-6                 | Acrisure Stadium         | Prime Video         | Sintesi             |
| 15                | 16 dicembre         | 4:30 p.m.           | @ Indianapolis Colts     | S 13-30             | 7-7                 | Lucas Oil Stadium        | NFL Network         | Sintesi             |
| 16                | 23 dicembre         | 4:30 p.m.           | Cincinnati Bengals       | V 34-11             | 8-7                 | Acrisure Stadium         | NBC                 | Sintesi             |
| 17                | 31 dicembre         | 4:05 p.m.           | @ Seattle Seahawks       | V 30-23             | 9-7                 | Lumen Field              | Fox                 | Sintesi             |
| 18                | 6 gennaio           | 4:30 p.m.           | @ Baltimore Ravens       | V 17-10             | 10-7                | M&T Bank Stadium         | ESPN/ABC            | Sintesi             |

Note:
- Gli avversari della propria division sono in grassetto.
- Il simbolo "@" indica una partita giocata in trasferta.
- (M) indica il Monday Night Football e (T) il Thursday Night Football.

## Play-off
Al termine della stagione regolare gli Steelers arrivarono terzi nella AFC North con un record di 10 vittorie e 7 sconfitte, qualificandosi ai play-off con la testa di serie numero 7. La gara del turno delle Wild Card, originariamente prevista per domenica 14 gennaio 2024, fu spostata al giorno successivo a causa delle inclementi condizioni meteo previste.
| Play-off  |            |           |                     |           |        |                  |     |         |
| Turno     | Data       | Ora (ET)  | Avversario (seed)   | Risultato | Record | Stadio           | TV  | Sintesi |
| Wild Card | 15 gennaio | 4:30 p.m. | @ Buffalo Bills (2) | S 17-31   | 0-1    | Highmark Stadium | CBS | Sintesi |

## Premi

### Premi settimanali e mensili
- Alex Highsmith:

difensore della AFC della settimana 2
- T.J. Watt:

difensore della AFC del mese di settembre
difensore della AFC della settimana 18
- Jaylen Warren

running back della settimana 11
- Najee Harris:

running back della settimana 17